# Großtreben-Zwethau
Großtreben-Zwethau – dzielnica gminy Beilrode w Niemczech, w kraju związkowym Saksonia, w okręgu administracyjnym Lipsk, w powiecie Nordsachsen, we wspólnocie administracyjnej Beilrode.
Do 31 grudnia 2010 samodzielna gmina